# Bolodon
Bolodon è un genere di mammiferi estinti della famiglia Plagiaulacidae i cui resti fossili provengono dagli strati databili al Cretaceo inferiore dell'Europa e al Giurassico superiore del Nord America. Questi piccoli erbivori vissero durante l'era dei dinosauri. I Bolodon sono membri dell'ordine dei multitubercolati e del sottordine 'plagiaulacida' (Ramo Plagiaulacidae). Sono quindi alcuni tra i più antichi rappresentanti dell'ordine.

## Descrizione
È il genere più piccolo e il meglio conservato tra i plagiaulacidi, con resti della mascella e della mandibola. Fu classificato da R. Owen nel 1871. Anche nella Formazione Morrison sono stati rinvenuti fossili ascrivibili a Bolodon . Alcuni autori pongono questo genere in una famiglia sua propria, i Bolodontidae.
(Kielan-Jaworowska, Cifelli, & Luo (2004). "Mammals from the age of dinosaurs : origins, evolution, and structure" p. 315)

## Specie
la specie Bolodon crassidens è nota dai fossili databili al Cretaceo inferiore dell'Inghilterra, a Durlston Bay, nel Dorset. Possibili campioni potrebbero provenire anche dalla Spagna.

La specie Bolodon elongatus molto probabilmente non fa parte del genere:
(Kielan-Jaworowska & Hurum, 2001, p.414)
(Kielan-Jaworowska, Cifelli, & Luo (2004). "Mammals from the age of dinosaurs : origins, evolution, and structure" p. 315)
Fossili della specie Bolodon minor, o Plioprion minor, sono anch'essi stati ritrovati a Durlston Bay, Dorset. Plioprion (Cope, 1884) fu usato come sinonimo per Bolodon.

La specie Bolodon osborni fu classificata da G.G. Simpson nel 1928. I suoi resti sono databili al Berriasiano Cretaceo inferiore di Durlston Bay, Dorset.
(Kielan-Jaworowska, Cifelli, & Luo (2004). "Mammals from the age of dinosaurs : origins, evolution, and structure" p. 315)

## Tassonomia
Sottoclasse  †Allotheria Marsh, 1880
- Ordine †Multituberculata Cope, 1884:
  - Sottordine †Plagiaulacida Simpson, 1925
    - Ramo Plagiaulacidae
      - Famiglia †Plagiaulacidae Gill, 1872
        - Genere †Bolodon Owen, 1871
          - Specie †B. crassidens Owen, 1871
          - Specie †B. falconeri Owen, 1871
          - Specie †B. minor Falconer, 1857
          - Specie †B. osborni Simpson, 1928
          - Specie? †B. elongatus Simpson, 1928